# Gouvets
Gouvets ist eine französische Gemeinde mit 291 Einwohnern (Stand 1. Januar 2022) im Département Manche in der Region Normandie. Sie gehört zum Arrondissement Saint-Lô und zum Kanton Condé-sur-Vire. 
Nachbargemeinden sind Tessy-Bocage im Norden, Pont-Farcy im Nordosten, Saint-Vigor-des-Monts im Südosten, Montbray im Süden, Margueray im Südwesten und Montabot im Nordwesten.

## Bevölkerungsentwicklung
| Jahr      | 1962 | 1968 | 1975 | 1982 | 1990 | 1999 | 2008 | 2018 |
| --------- | ---- | ---- | ---- | ---- | ---- | ---- | ---- | ---- |
| Einwohner | 489  | 426  | 389  | 301  | 304  | 265  | 261  | 273  |